# 東洋羽毛工業
東洋羽毛工業株式会社（とうよううもうこうぎょう、Toyo Feather Industry Co., Ltd. ）は、日本の繊維製品メーカーで、日本で最初に羽毛ふとんを製造販売した会社。略称「TUK」(Toyo Umou Kogyoの略)。1950年に創業、1954年8月10日、現在の東洋羽毛工業株式会社を設立。羽毛の輸入から製品化まで一貫したシステムで行っている。本社・工場は神奈川県相模原市中央区に所在しているほか、福島県白河市にも工場がある。

## 主な商品
羽毛製品の製造・販売

羽毛素材及び羽毛素材の利用に関する研究・開発

羽毛素材を利用した製品の企画・製造・販売

毛皮及び皮革製品の販売、医療機器の販売

健康・睡眠に関する製品の製造・販売

羽毛ケラチン・ケラタイド®の製造・販売

## 納入実績
主に全国の主要病院、官公庁、商社、問屋、ホテル、旅館、JAなどへ販売・納入している。

また、1952年にはエベレスト登山隊、南極観測隊に羽毛服と寝袋を納入した実績がある。

## 沿革
| 1947年 | 共同募金始まる。このとき、先代社長横田春夫らが「赤い羽根」の考案に参画し、供給に携わる。                                                                    |
| 1950年 | 保温材として羽毛に着目。羽毛寝具を製造し創業。 |
| 1951年 | 羽毛服、羽毛シュラフ（寝袋）などを日本山岳会マナスル登山隊と共同研究し、厳冬のマナスル登山で実証。                                                          |
| 1952年 | エベレスト登山隊に羽毛服、シュラフを納入。 |
| 1954年 | 「東洋羽毛工業株式会社」として法人組織に変更。 |
| 1956年 | 第1次南極観測隊に羽毛服を納入。（以後継続） |
| 1957年 | 日本初の羽毛ふとんキルティング工法を特許出願。 |
| 1958年 | 群馬県看護協会より推奨品の認定を受ける。 |
| 1961年 | 日本・モンゴル合同学術登山隊に羽毛服、シュラフを納入。 |
| 1977年 | 相模原工場に業界初の本格的羽毛研究室を設置。 |
| 1982年 | 業界に先駆けて品質基準10項目の設定と同時に、品質保証マーク「Dマーク®」を制定し、あわせて商標登録する。                                                      |
| 1983年 | 日本羽毛協会設立に参加。 |
| 1984年 | 羽毛ふとんの特殊キルティング「ほわほわキルト」、ならびに衛生的で耐久性のある羽毛精製技術「ホワイル加工」を開発し特許出願。                                  |
| 1985年 | 相模原工場を増築。消費者見学を積極的に受け入れ開始。都ホテル大阪にベッド用羽毛ふとんを納入。                                                                |
| 1987年 | 日本羽毛協会認定による「羽毛製品安心マーク」使用許可企業第1号となる。                                                                                       |
| 1988年 | 羽毛ふとんの特殊キルティング「ドルミーキルト」を開発し特許出願。札幌全日空ホテルにベッド用羽毛ふとんを納入。                                                |
| 1990年 | CM契約タレントに歌手の和田アキ子さん登用。 |
| 1991年 | 静岡・富士ランドならびに長野・ハイランドホテルにベッド用羽毛ふとんを納入。                                                                                  |
| 1992年 | 朝日新聞に、看護の日を記念して「看護の日 心のエッセイシリーズ」を7回にわたり掲載。全13編を紹介する。長崎東急ホテルにベッド用羽毛ふとんを納入。              |
| 1993年 | 厚生省・日本看護協会主催「看護の日」事業に協賛。以後継続。北海道南西沖地震被害者に羽毛ふとんを提供。                                                        |
| 1994年 | 世界初の綿ウール・ゴア®羽毛掛けふとんを開発。 |
| 1995年 | 「赤い羽根」の共同募金を通じて掛けふとんの販売枚数による寄付開始。以降継続。阪神淡路大震災被害地区への災害支援。                                            |
| 1997年 | 「ドルミーキルト」特許取得（No.2663130号） |
| 1998年 | 加温式電位治療器「花夢時間」を開発。 |
| 1999年 | 成田ビューホテルにベッドスプレッドを納入。 |
| 2000年 | 三層構造敷きふとん「楽床くん」を開発。 |
| 2001年 | 白河工場ISO9001（品質マネジメントシステム）取得。ムートン敷きパッド「アリエス」を販売開始。「エコテックススタンダード100」認証の羽毛ふとんを発売。          |
| 2002年 | 札幌グランドホテルに羽毛ふとんを納入。 |
| 2003年 | 本社、相模原工場、千葉営業所、ISO9001（品質マネジメントシステム）取得。                                                                                     |
| 2004年 | ホテルオークラに羽根クッションを納入。新潟県中越地震被害地区への災害支援。                                                                                  |
| 2007年 | 新潟県中越沖地震被害地区への災害支援。 |
| 2008年 | ホテル日航東京に羽毛ふとんを納入。会社創立55周年を迎える。楽天市場にWEBショップ「プルマメイト」を開設。                                                     |
| 2009年 | 新「Dマーク」品質基準を13項目に改定。羽毛の安全性として国際統一安全規格のエコテックススタンダード100を導入。オフィシャルECサイト「H's+ ハズプラス」を開設。 |
| 2010年 | 日本初 エコテックス認証を受けた抗菌防臭加工と防ダニ加工を採用した羽毛ふとんを発売。                                                                         |
| 2011年 | 東日本大震災、台風12号などの被害地区への災害支援。羽毛ケラチン製造方法国内特許取得。羽毛ケラチン含有のハンドクリーム「テルネス」商品化・販売開始。          |
| 2012年 | 郡山ビューホテルに羽毛ふとんを納入。羽毛ケラチンによる毛髪処理方法の特許取得。                                                                              |
| 2013年 | 羽毛ケラチン含有の「テルネスローション」販売開始。会社創立60周年を迎える。                                                                                  |
| 2014年 | 「オルハ上質睡眠専門店」銀座1丁目にオープン。 |
| 2015年 | 羽毛足首ウォーマーが日本助産師会推奨商品の認定を取得。 |
| 2019年 | 新CM契約タレントに女優桃井かおりを起用 創業者横田春夫の名から命名した「HARUO DOWN ハルオダウン」ブランドを立ち上げる。                                      |

## 提供番組
- ワールドビジネスサテライト  （テレビ東京系列）
- 徹子の部屋（テレビ朝日系列）
- ひるおび!（山陰放送、テレビ高知、宮崎放送）
- ヒルナンデス!（福井放送）

### 過去
- テレビ静岡スーパーニュース（テレビ静岡）
- スーパーJチャンネル・全国ニュース枠（テレビ朝日系列）
- スーパータイム（フジテレビ系列）
- 青い瞳の聖ライフ（フジテレビ系列）
- いつみても波瀾万丈　(日本テレビ)
- 摩訶!ジョーシキの穴　(日本テレビ)
- 金のA様×銀のA様　(日本テレビ)
- くりぃむしちゅーのたりらリでイキます!!　(日本テレビ)
- サンテレビボックス席（サンテレビ）
- かぼすタイム（大分放送）
- 開運!なんでも鑑定団（テレビ大分）
- 森田一義アワー 笑っていいとも!（テレビ宮崎）
- メレンゲの気持ち（琉球放送）
- 旅・わくわく（CBC制作・TBS系列）
- アッコにおまかせ!（TBS系列）
- 笑っていいとも!増刊号（山陰中央テレビ）

ほか